# Битва при Шарлеруа
Битва при Шарлеруа (фр. Bataille de Charleroi) — сражение на Западном фронте Первой мировой войны, произошедшее 21 августа 1914 года во время Пограничного сражения. Завершилось победой германской армии и отходом французских войск.

## Ход сражения
Ожесточенные бои развернулись в междуречье Самбры и Мааса у бельгийского города Шарлеруа. Здесь 5-я французская армия противостояла 2-й и 3-й германским армиям. 21 августа части 2-й германской армии захватили несколько переправ на Самбре и 22 августа форсировали её крупными силами. Затем развернулись ожесточенные бои, сначала французы попытались перейти в наступление, затем немцы атаковали ряд переправ на Маасе, но эти действия не принесли результатов атаковавшим.
Однако 23 августа части 3-й германской армии захватили на Маасе некоторые переправы южнее Намюра и переправились на левый берег Мааса у Динана. Это создало угрозу 5-й французской армии, и 23 августа она начала отход, за ней почти без боев следовали германские войска. Немцы с хода опрокинули слабые французские авангарды, не закрепившиеся на достигнутых рубежах, и форсировали реку. Последующие французские контратаки особого успеха не имели, немцев только оттеснили к реке. В итоге части 10-го французского корпуса оттянулись в район Фос, Витриваль. Немцы также захватили переправу у Розели, соединения 3-го французского корпуса также отошли от реки, а кавалерийский корпус Сорде отступил до Мерб-ле-Шато. 

Французы получили приказ укрепить позиции, но они этого не сделали, да и не смогли бы сделать — у них не было лопат и других инструментов. 22 августа ожесточенные бои продолжились по линии Овеле, Тамин, Розели, Шатлэ, Шарлеруа и Андерлю. По инициативе командиров корпусов французские войска попытались опрокинуть германцев. Обе стороны наносили артиллерийские удары. Французские контратаки, из-за их плохой подготовки, завершились неудачно. Французы в беспорядке отошли. Лучше всех держался 1-й корпус, его командир д’Эсперэ единственным догадался собрать у местных жителей лопаты, кирки, ломы, и окопаться.

Таким образом, в результате боев 21-22 августа французские войска уступили линию Самбры и расстроили свои соединения в бесплодных контратаках. 3-я германская армия только 22 августа вышла к Маасу, оттеснив передовые французские части и собираясь перейти в наступление 23 августа, как было ранее условлено. Армия Гаузена двигалась не торопясь, хотя её быстрый выход во фланг и тыл французской армии, мог привести к её катастрофе. Только одна дивизия 22 августа заняла переправу у Астьера.

23 августа французские войска перешли к обороне. Тем временем положение французской армии стало крайне опасным. 2-я армия Бюлова вышла на линию Тюэн — Налин — Метте, а 3-я армия Гаузена вышла основными силами к Маасу. В целом день был неудачный для армии Ланрезака. Французы упорно сражались, переходили в контратаки, но под давлением немецких войск отступали. Вечером немцы, после артиллерийской подготовки, начали сильное наступление, французские 10-й, 3-й и 18-й корпуса отходили. Командир 1-го французского корпуса Франше д’Эсперэ, получив известие, что германские войска захватили мост у Астьера, оттеснили части 51-й дивизии и направляются к Антэ (в тыл 1-му корпусу), направил свою 1-ю пехотную дивизию в тыл. 

Бои в этот день носили весьма напряженный характер. Французы, несмотря на большие потери и общее расстройство, храбро ходили в атаки, добивались локальных успехов. Командующий 2-й германской армией фон Бюлов считал своё положение очень опасным. Его войска были утомлены, понесли большие потери, в тылу германских корпусов была река Самбра, что грозило в случае усиления натиска французской армии катастрофой. Левый фланг армии Бюлова ещё не установил связь с 3-й армией, а 1-я армия не могла ему помочь, так как была связана жестокими боями с английскими войсками. Бюлов после некоторых колебаний всё же решил продолжить наступление. 

Французской армии грозила катастрофа, если бы 3-я германская армия действовала более активно. Французы могли попасть в кольцо окружения. Однако войска 3-й армии не спешили. Только небольшой отряд 19-го германского корпуса переправился у Астьера, создав угрозы тылу 1-го французского корпуса. На других направлениях переправа задержалась из-за труднодоступности берегов реки. Таким образом, к вечеру 23 августа только небольшие части 3-й армии форсировали Маас. 3-я германская армия не использовала удачный момент и вовремя не пришла на помощь 2-й армии, хотя их успешное взаимодействие могло привести к окружению значительной части французской армии. Германское верховное командование приказало Гаузену направить часть армии южнее Живе, однако этот приказ запоздал, так как Ланрезак уже начал отводить войска из возможного кольца окружения. 

Ланрезак, видя общее расстройство армии и из-за явной угрозы правому флангу и тылу (соседняя 4-я французская армия начала отступление), приказал утром 24 августа начать общий отход. Французские войска отошли на линию Живе, Филиппвиль, Бомон и Мобеж. Ланрезак начал отступление по своей инициативе. Несколько позднее французский главнокомандующий Жоффр одобрил отход и издал «Записку для всей армии», где потребовал новых подходов. Французским войскам запрещали атаковать в плотных колоннах, требовали окапываться, организовывать артиллерийскую подготовку перед ударом и вести воздушную разведку. Однако катастрофа уже произошла. Французская армия проиграла грандиозное Пограничное сражение по всем направлениям.

24 августа боев практически не было, французы отходили, а немцы постепенно продвигались вперёд. 25 августа 5-я французская армия продолжала отступление и вышла на линию Авен — Марьембур. В результате 5-я французская армия потерпела поражение в битве при Шарлеруа. Французское командование не смогло организовать взаимодействие с бельгийскими и английскими войсками (англичане у Монса действовали изолированно), не организовало устойчивую оборону по естественному рубежу реки Самбре, французская пехота хоть и храбро атаковала, но действовала в основном без поддержки артиллерии. Только своевременный приказ об отходе спас французскую армию от окружения и полного уничтожения. 

В свою очередь германское командование плохо организовало взаимодействие между 2-й и 3-й армиями, что позволило французской армии избежать решительного поражения. Немцы имели полное преимущество в силах и благоприятные условия для окружения и разгрома французской армии, но не сумели ими воспользоваться, упустив возможность окружения как минимум правого фланга армии Ланрезака. Как и в Арденнской операции германские войска упустили возможность нанести противнику жестокое поражение, позволив французам отойти на новые рубежи.